# Midnite Lover
Midnite Lover är ett musikalbum av Shaggy från 1997 på labeln Virgin/EMI.

## Låtlista
1. My Dream
2. Perfect Song
3. Tender Love
4. Geenie
5. Sexy Body Girls
6. Piece Of My Heart
7. Think Ah So It Go
8. Midnight Lover
9. Mission
10. Way Back Home
11. John Doe
12. Thank You Lord